# Elk Cloner

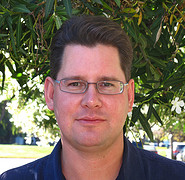
Rich Skrenta

Elk Cloner è il primo virus per computer che si conosca. È stato scritto nel 1982 dall'allora quindicenne Richard "Rich" Skrenta per il sistema operativo Apple DOS del personal computer Apple II.

## Descrizione
Il virus si trasmette avviando un computer con un dischetto dell'Apple DOS infetto. Il codice malevolo viene salvato nel settore di boot e viene perciò caricato all'avvio della macchina insieme al sistema operativo, e poi resta residente in memoria. A quel punto, ogni volta che l'utente chiede l'elenco dei file di un altro dischetto con il comando catalog, il virus scrive una copia di se stesso nel settore di boot di quel dischetto, infettandolo.
Il virus non è molto dannoso perché è stato scritto solo per arrecare disturbo. Si limita infatti a mostrare sullo schermo, dopo il cinquantesimo avvio, il seguente messaggio:
It will get on all your disks

It will infiltrate your chips

Yes it's Cloner!

It will stick to you like glue

It will modify RAM too

Send in the Cloner!»

## Nascita del virus
Rich Skrenta era un ragazzino appassionato di elettronica. Nel 1981 ricevette come regalo di Natale un Apple II e, com'era d'uso all'epoca, cominciò a scambiare copie di giochi piratati con i suoi compagni di scuola. Ma Rich era anche un amante degli scherzi: ai software contenuti nei dischetti che passavano per le sue mani iniziò ad apportare delle modifiche in modo da bloccare l'esecuzione del gioco dopo un certo numero di avvii facendo nel contempo apparire un messaggio sullo schermo. Skrenta disse al riguardo:
(Rich Skrenta)
Lentamente gli amici cominciarono a non scambiare più i giochi con Rich e lui iniziò a studiare un modo per poter infettare i dischetti senza averli materialmente in mano. A Rich venne l'idea di un "qualcosa" da lasciare in memoria in un computer che avrebbe potuto infettare qualsiasi disco fosse stato inserito in quella macchina anche in sua assenza. Sviluppò quell'idea creando quello che in seguito sarebbe stato definito un "boot sector virus", un virus residente sul settore di avvio del dischetto, un tipo di virus che viene caricato durante il boot del computer insieme al sistema operativo. Il virus fu poi utilizzato per infettare un computer della scuola che frequentava:
(Rich Skrenta)

## Primo virus
Anche se Elk Cloner è considerato il primo virus informatico della storia, in realtà non è il primo malware che sia stato scritto: questo titolo appartiene a Creeper, creato nel 1972 da Robert Thomas, un informatico che lavorava presso BBN. Creeper però non è considerato il primo virus bensì il primo worm: un worm, infatti, spedisce una propria copia verso altri computer usando un collegamento di rete, una e-mail o internet mentre un virus per diffondersi attacca una copia di se stesso ad un altro oggetto, come nel caso di Elk Cloner che si aggancia al codice di boot di un dischetto.